# AFC 챔피언스리그 엘리트
AFC 챔피언스리그 엘리트(AFC Champions League Elite)는 아시아 축구 연맹이 주관하는 아시아에서 최상위 클럽 축구 대회이다.

## 역사

### 2002-03 시즌~2008 시즌
2002년에 아시안 클럽 챔피언십과 아시안 컵위너스컵 대회가 AFC 챔피언스리그로 통합되었다. 2002-03년 첫 우승은 아랍에미리트의 알아인이 차지하였고 2004년과 2005년에는 사우디아라비아의 알이티하드가 우승을 차지하였다.
2005년에 FIFA가 오스트레일리아를 AFC에 편입시키는 것을 승인함으로써 2007년 대회부터는 오스트레일리아의 A리그의 클럽들이 AFC 챔피언스리그에 참여하기 시작하였다.

### 2009 시즌~2020시즌
2009년 AFC는 대회를 UEFA 챔피언스리그를 본따 확대 개편하여 조별리그 참가팀 수가 28개 팀에서 32개 팀으로 확대되었고 디펜딩 챔피언에 대한 자동 출전권이 폐지되었다. 32개 팀이 8개 조로 나위어 조별 예선을 치르고 조 2위까지 16강에 진출하게 되었으며 결승을 중립 지역에서 단판으로 치르고 대회 상금이 크게 증액되는 등 제도적인 부분에서 발전이 이루어졌다. 2015년 AFC는 문호를 개방하기 위해 플레이오프를 확대하면서 더 많은 국가의 클럽들이 AFC 챔피언스리그에 참가하게 되었다.

### 2021 시즌~현재 시즌
2020년 AFC는 AFC 랭킹 중하위권에 속한 국가의 리그 클럽들의 참가를 늘리기 위해 챔피언스리그를 확대 개편하여 조별리그 참가팀 수가 32개 팀에서 40개 팀으로 확대되었다. 40개 팀이 10개 조로 나위어 조별리그을 치른다. 조 1위는 16강에 바로 진출하며 조 2위 중 상위 6팀이 16강에 진출한다.

## 대회 규정

#### 2008년까지
아시아의 상위 14개 축구 연맹의 리그 우승 클럽과 컵 대회 우승 클럽에게 참가 자격이 주어지고, 전 대회 우승 클럽이 8강부터 참가하여 총 29개 클럽이 경쟁한다. 조별리그에 참가한 클럽들은 지역별로 나뉜 7개 조에 속하게 된다. 홈 앤 어웨이 방식으로 경기를 치러 각 조 1위가 8강에 진출하고 전 대회 우승 클럽이 합류한다. 8강과 4강, 결승은 홈 앤 어웨이 방식으로 진행된다.

#### 2009년부터
2009년부터 참가 팀이 29개 팀에서 32개 팀으로 확대되었다. 2008년 AFC에서 2년마다 실시한 리그 평가에 따라 평가가 높은 리그의 동아시아 15개 팀, 서아시아 15개 팀에게 본선 진출 티켓을 배분하였다. 또한 16개국이었던 참가국을 10개국으로 줄이고 UEFA 챔피언스리그처럼 32개팀이 8개 조로 나뉘어 조별 예선을 치르고 조 2위까지 16강에 진출하게 되었으며 결승을 중립 지역에서 단판으로 치르고 상금액이 4배가량 크게 증액되는 등 제도적인 부분에서 많은 발전이 이루어졌다.

#### 2013년부터
16강과 결승이 홈 앤드 어웨이 방식으로 개최되었다.

#### 2014년부터
2014년부터 챔피언스리그 참가국을 19개국으로 확대하는 동시에 조별리그 이전에 치러지는 예선을 확대 개편하였다. 3라운드에 걸친 예선을 통해 조별리그 서아시아 지역과 동아시아 지역에 각각 2팀이 올라오게 된다. 한편 대회 방식에도 변화가 이루어졌는데, 16강까지만 서아시아와 동아시아로 나누어 진행되던 기존 대회 방식을 4강전까지 서아시아와 동아시아를 나누어 진행하고 결승에서 서아시아 1팀과 동아시아 1팀이 격돌하는 방식으로 개편하였다.

#### 2015년부터
2015년 ACL 국가별 본선 최대 직행 팀 수가 4개 팀에서 3.5개 팀으로 줄어들고, 이에 따라 AFC 평가 순위 동·서아시아 각 상위 2개 국가엔 세 장의 본선 직행 티켓과 함께 한 장의 플레이오프 진출권이 부여된다.

#### 2017년부터
서아시아의 경기 요일이 기존의 화, 수요일에서 월, 화요일로 변경되었다.

#### 2021년부터
2021년부터 참가 팀이 32개 팀에서 40개 팀으로 확대되었다. 2019년 AFC에서 2년마다 실시한 리그 평가에 따라 평가가 높은 리그의 동아시아 16개 팀, 서아시아 16개 팀에게 본선 진출 티켓을 배분하였다. 본선 진출 국가 수가 기존 최소 각 6개국에서 각 10개국으로 대폭 늘어났다. 챔피언스리그 본선에 동아시아와 서아시아가 각 본선 직행 16개팀과 플레이오프 통과팀 4팀이 참가한다.
예선은 기존 3라운드에서 2라운드로 축소되며 예선을 통해 조별리그 서아시아 지역과 동아시아 지역에 각각 4팀이 올라오게 된다. 한편 대회 방식에도 변화가 이루어졌는데, 본선 조별리그에 각 조 당 4팀씩 총 10개 조로 확대되며, 서아시아 5개 조와 동아시아 5개 조로 변경된다. 10개 조 40개 팀들이 경쟁하여 16강에 각조 1위팀 전원과 각조 2위팀 중 서아시아 조에서 상위 3팀, 동아시아 조에서 상위 3팀이 16강에 진출한다.
16강부터 기존 방식을 따른다.

## 대회 상금
총 대회 상금은 2008년 1000만 달러에서 2009년 1200만 달러로 증가했다. 2016년에는 이보다 소폭 증가했고, 이때 우승 상금은 1500만 달러에서 3000만 달러로 증가했다. 플레이오프부터 결승까지 진행하면서 각 단계별로 상금이 누적되고, 2018년부터는 우승 상금이 3000만 달러에서 4000만 달러로 증가했다.
예선
- 원정 경기 보조 : 4만 달러

조별리그
- 승리시 : 5만 달러
- 무승부시 : 1만 달러
- 패배시 : 0 달러
- 원정 경기 보조 : 6만 달러 x 3

16강
- 참가 : 10만 달러
- 원정 경기 보조 : 6만 달러

8강
- 참가 : 15만 달러
- 원정 경기 보조 : 60만 달러

4강
- 참가 : 25만 달러
- 원정 경기 보조 : 600만 달러

결승
- 우승상금 : 40000만 달러
- 준우승상금 : 2000만 달러
- 원정 경기 보조 : 12만 달러

## 우승

### 시즌별 우승 구단
| 시즌    | 우승                   | 점수                 | 준우승                 | 결승 경기장                                                           |
| ------- | ---------------------- | -------------------- | ---------------------- | --------------------------------------------------------------------- |
| 2002-03 | 알아인                 | 2-0 0-1              | BEC 테로 사사나        | 알아인, 타흐눈 빈 모하메드 경기장 방콕, 라차망칼라 스타디움           |
| 2004    | 알이티하드             | 1-3 5-0              | 성남 일화 천마         | 지다, 프린스 압둘라 알파이살 경기장 성남, 성남종합운동장              |
| 2005    | 알이티하드             | 1-1 4-2              | 알아인                 | 알아인, 타흐눈 빈 모하메드 경기장 지다, 프린스 압둘라 알파이살 경기장 |
| 2006    | 전북 현대 모터스       | 2-0 1-2              | 알카라마               | 전주, 전주월드컵경기장 홈스, 칼레드 빈 왈레드 경기장                  |
| 2007    | 우라와 레드 다이아몬즈 | 1-1 2-0              | 세파한                 | 이스파한, 풀라드 샤하르 경기장 사이타마, 사이타마 스타디움 2002       |
| 2008    | 감바 오사카            | 3-0 2-0              | 애들레이드 유나이티드  | 오사카, 만박 기념 경기장 애들레이드, 하인드마시 스타디움              |
| 2009    | 포항 스틸러스          | 2-1                  | 알이티하드             | 도쿄, 국립 가스미가오카 육상 경기장                                   |
| 2010    | 성남 일화 천마         | 3-1                  | 조브 아한              | 도쿄, 국립 가스미가오카 육상 경기장                                   |
| 2011    | 알사드                 | 2-2 (a.e.t.) (4-2 p) | 전북 현대 모터스       | 전주, 전주월드컵경기장                                                |
| 2012    | 울산 현대              | 3-0                  | 알아흘리               | 울산, 울산문수축구경기장                                              |
| 2013    | 광저우 헝다            | 2-2 1-1 (a)          | FC 서울                | 서울, 서울월드컵경기장 광저우, 톈허 스포츠 센터                       |
| 2014    | 웨스턴 시드니 원더러스 | 1-0 0-0              | 알힐랄                 | 시드니, 패러매타 스타디움 리야드, 킹 파흐드 국제경기장                |
| 2015    | 광저우 헝다            | 0-0 1-0              | 알아흘리               | 아부다비, 알자지라 모하메드 빈 자예드 경기장 광저우, 톈허 스포츠 센터 |
| 2016    | 전북 현대 모터스       | 2-1 1-1              | 알아인                 | 전주, 전주월드컵경기장 알아인, 하자빈 자예드 스타디움                 |
| 2017    | 우라와 레드 다이아몬즈 | 1-1 1-0              | 알힐랄                 | 리야드, 킹 파흐드 국제경기장 사이타마, 사이타마 스타디움 2002         |
| 2018    | 가시마 앤틀러스        | 2-0 0-0              | 페르세폴리스           | 가시마, 가시마 사커 스타디움 테헤란, 아자디 스타디움                  |
| 2019    | 알힐랄                 | 1-0 2-0              | 우라와 레드 다이아몬즈 | 리야드, 킹 사우드 대학 경기장 사이타마, 사이타마 스타디움 2002        |
| 2020    | 울산 현대              | 2-1                  | 페르세폴리스           | 알와크라, 알자누브 스타디움                                           |
| 2021    | 알힐랄                 | 2-0                  | 포항 스틸러스          | 리야드, 킹 파흐드 국제경기장                                          |
| 2022    | 우라와 레드 다이아몬즈 | 1-1 1-0              | 알힐랄                 | 리야드, 킹 파흐드 국제경기장 사이타마, 사이타마 스타디움 2002         |
| 2023-24 | 알아인                 | 1-2 5-1              | 요코하마 F 마리노스    | 요코하마, 닛산 스타디움 알아인, 하자빈 자예드 스타디움                |
| 2024-25 | 알 아흘리 사우디       | 2-0                  | 가와사키 프론탈레      | 지다, 킹 압둘라 스포츠 시티                                           |

### 구단별 우승 횟수
| 구단                   | 우승 | 준우승 | 우승 연도        | 준우승 연도      |
| ---------------------- | ---- | ------ | ---------------- | ---------------- |
| 알힐랄                 | 4    | 5      | 2019, 2021       | 2014, 2017, 2022 |
| 우라와 레드 다이아몬즈 | 3    | 1      | 2007, 2017, 2022 | 2019             |
| 알아인                 | 2    | 2      | 2003, 2023-24    | 2005, 2016       |
| 알이티하드             | 2    | 1      | 2004, 2005       | 2009             |
| 전북 현대 모터스       | 2    | 1      | 2006, 2016       | 2011             |
| 울산 현대              | 2    | 1      | 2012, 2020       | —                |
| 광저우                 | 2    | 0      | 2013, 2015       | —                |
| 포항 스틸러스          | 1    | 1      | 2009             | 2021             |
| 성남 FC                | 1    | 1      | 2010             | 2004             |
| 감바 오사카            | 1    | 0      | 2008             | —                |
| 알사드                 | 1    | 0      | 2011             | —                |
| 웨스턴 시드니 원더러스 | 1    | 0      | 2014             | —                |
| 가시마 앤틀러스        | 1    | 0      | 2018             | —                |
| 알아흘리               | 1    | 1      | 2025             | 2012             |
| 페르세폴리스           | 0    | 2      | —                | 2018, 2020       |
| 요코하마 F 마리노스    | 0    | 1      | —                | 2023-24          |
| 폴리스 테로            | 0    | 1      | —                | 2003             |
| 알카라마               | 0    | 1      | —                | 2006             |
| 세파한                 | 0    | 1      | —                | 2007             |
| 애들레이드 유나이티드  | 0    | 1      | —                | 2008             |
| 조브 아한              | 0    | 1      | —                | 2010             |
| FC 서울                | 0    | 1      | —                | 2013             |
| 샤바브 알아흘리        | 0    | 1      | —                | 2015             |
| 가와사키 프론탈레      | 0    | 1      | —                | 2025             |

### 국가별 우승 횟수
| 국가           | 우승 | 준우승 |
| -------------- | ---- | ------ |
| 대한민국       | 12   | 7      |
| 일본           | 8    | 7      |
| 사우디아라비아 | 8    | 10     |
| 이란           | 3    | 6      |
| 중국           | 3    | 2      |
| 이스라엘       | 3    | 1      |
| 아랍에미리트   | 2    | 3      |
| 카타르         | 2    | 1      |
| 태국           | 2    | 1      |
| 오스트레일리아 | 1    | 1      |
| 이라크         | 0    | 2      |
| 말레이시아     | 0    | 1      |
| 오만           | 0    | 1      |
| 시리아         | 0    | 1      |

## 시상

### 최우수선수
| 년도 | 선수                | 클럽                   |
| ---- | ------------------- | ---------------------- |
| 2007 | 나가이 유이치로     | 우라와 레드 다이아몬즈 |
| 2008 | 엔도 야스히토       | 감바 오사카            |
| 2009 | 노병준              | 포항 스틸러스          |
| 2010 | 사샤 오그네노브스키 | 성남 일화 천마         |
| 2011 | 이동국              | 전북 현대 모터스       |
| 2012 | 이근호              | 울산 현대              |
| 2013 | 무리키              | 광저우 헝다            |
| 2014 | 안테 코비치         | 웨스턴 시드니 원더러스 |
| 2015 | 히카르두 골라르트   | 광저우 헝다            |
| 2016 | 오마르 압둘라흐만   | 알아인                 |
| 2017 | 가시와기 요스케     | 우라와 레드 다이아몬즈 |
| 2018 | 스즈키 유마         | 가시마 앤틀러스        |
| 2019 | 바페팀비 고미스     | 알힐랄                 |
| 2020 | 윤빛가람            | 울산 현대              |

### 득점왕
| 년도 | 선수                | 클럽               | 골 |
| ---- | ------------------- | ------------------ | -- |
| 2003 | 하오하이둥          | 다롄 스더          | 9  |
| 2004 | 김도훈              | 성남 일화 천마     | 9  |
| 2005 | 모하메드 칼론       | 알이티하드         | 6  |
| 2006 | 마그누 아우베스     | 감바 오사카        | 9  |
| 2007 | 모타                | 성남 일화 천마     | 7  |
| 2008 | 난따왓 딴소파       | 끄룽타이은행       | 9  |
| 2009 | 레안드루            | 감바 오사카        | 10 |
| 2010 | 조제 모타           | 수원 삼성 블루윙즈 | 9  |
| 2011 | 이동국              | 전북 현대 모터스   | 9  |
| 2012 | 히카르두 올리베이라 | 알자지라           | 12 |
| 2013 | 무리키              | 광저우 헝다        | 13 |
| 2014 | 아사모아 기안       | 알아인             | 12 |
| 2015 | 히카르두 골라르트   | 광저우 헝다        | 8  |
| 2016 | 아드리아노          | FC 서울            | 13 |
| 2017 | 오마르 크르빈       | 알힐랄             | 10 |
| 2018 | 바그다드 부네자     | 알사드             | 13 |
| 2019 | 바페팀비 고미스     | 알힐랄             | 11 |
| 2020 | 압데라자크 함달라   | 알나스르           | 7  |

### 페어 플레이 상
| 년도 | 클럽                   |
| ---- | ---------------------- |
| 2008 | 감바 오사카            |
| 2009 | 포항 스틸러스          |
| 2010 | 성남 일화 천마         |
| 2011 | 전북 현대 모터스       |
| 2012 | 울산 현대              |
| 2013 | FC 서울                |
| 2014 | 알힐랄                 |
| 2015 | 광저우 헝다            |
| 2016 | 알아인                 |
| 2017 | 우라와 레드 다이아몬즈 |
| 2018 | 페르세폴리스           |
| 2019 | 우라와 레드 다이아몬즈 |
| 2020 | 울산 현대              |

## 기록과 통계

### 개편(2003년) 이후 팀별 4강 이상 성적
| 구단                   | 횟수 | 연도                                     |
| ---------------------- | ---- | ---------------------------------------- |
| 알힐랄                 | 7    | 2010, 2014, 2015, 2017, 2019, 2021, 2022 |
| 알이티하드             | 5    | 2004, 2005, 2009, 2011, 2012             |
| 전북 현대 모터스       | 5    | 2004, 2006, 2011, 2016, 2022             |
| 우라와 레드 다이아몬즈 | 5    | 2007, 2008, 2017, 2019, 2022             |
| 알아인                 | 4    | 2003, 2005, 2014, 2016                   |
| 울산 현대              | 4    | 2006, 2012, 2020, 2021                   |
| 성남 FC                | 3    | 2004, 2007, 2010                         |
| 알사드                 | 3    | 2011, 2018, 2019                         |
| FC 서울                | 3    | 2013, 2014, 2016                         |
| 광저우                 | 3    | 2013, 2015, 2019                         |
| 페르세폴리스           | 3    | 2017, 2018, 2020                         |
| 파흐타코르             | 2    | 2003, 2004                               |
| 부뇨드코르             | 2    | 2008, 2012                               |
| 감바 오사카            | 2    | 2008, 2015                               |
| 수원 삼성 블루윙즈     | 2    | 2011, 2018                               |
| 알나스르               | 2    | 2020, 2021                               |
| 포항 스틸러스          | 2    | 2009, 2021                               |
| 폴리스 테로            | 1    | 2003                                     |
| 다롄 스더              | 1    | 2003                                     |
| 선전                   | 1    | 2005                                     |
| 부산 아이파크          | 1    | 2005                                     |
| 카디시야               | 1    | 2006                                     |
| 알카라마               | 1    | 2006                                     |
| 알와흐다               | 1    | 2007                                     |
| 세파한                 | 1    | 2007                                     |
| 애들레이드 유나이티드  | 1    | 2008                                     |
| 나고야 그램퍼스        | 1    | 2009                                     |
| 움살랄                 | 1    | 2009                                     |
| 조브아한               | 1    | 2010                                     |
| 알샤바브               | 1    | 2010                                     |
| 알아흘리               | 1    | 2012                                     |
| 에스테그랄             | 1    | 2013                                     |
| 가시와 레이솔          | 1    | 2013                                     |
| 웨스턴 시드니 원더러스 | 1    | 2014                                     |
| 샤바브 알아흘리        | 1    | 2015                                     |
| 엘자이시               | 1    | 2016                                     |
| 상하이 하이강          | 1    | 2017                                     |
| 가시마 앤틀러스        | 1    | 2018                                     |
| 비셀 고베              | 1    | 2020                                     |
| 알두하일               | 1    | 2022                                     |

### 2최다 점수차 경기
| 점수차 | 날짜       | 팀             | 스코어 | 팀            |
| ------ | ---------- | -------------- | ------ | ------------- |
| 15     | 2004.05.11 | 성남 일화 천마 | 15 – 0 | 페르식 케디리 |
| 15     | 2006.03.22 | 감바 오사카    | 15 – 0 | 다낭          |

## 스폰서
- TECNO
- 네옴
- 몰텐
- 비지트 사우디
- 카타르항공
- 코나미

## 같이 보기
- AFC컵
- AFC 여자 클럽 챔피언십